# Armenischer Fußballpokal 1998
Der armenische Fußballpokal 1998 war die siebte Austragung des Pokalwettbewerbs in Armenien.
17 Mannschaften nahmen teil. Zement Ararat gewann zum ersten Mal den Pokal. Im Finale wurde der FC Jerewan mit 3:1 besiegt. Zement nahm an der Qualifikation im Europapokal der Pokalsieger teil.

## Modus
Der Pokal wurde in fünf Runden ausgetragen. War ein Spiel nach Ablauf der regulären Spielzeit unentschieden, wurde es um zweimal 15 Minuten verlängert. War auch nach der Verlängerung keine Entscheidung gefallen, so wurde der Sieger der Begegnung im Elfmeterschießen ermittelt.
Vom Achtel- bis Halbfinale wurden die Sieger in Hin- und Rückspiel ermittelt. Bei diesen Begegnungen entschied zunächst die Anzahl der Auswärts erzielten Tore.

## Qualifikation
Die Begegnung fand am 6. März 1998 statt.
|                    | Ergebnis |              |
| ------------------ | -------- | ------------ |
| Alaschkert Martuni | 0:2      | SKVV Jerewan |

## Achtelfinale
Die Hinspiele fanden am 10. März 1998, die Rückspiele am 15. März 1998 statt.
|                     | Gesamt       |                      | Hinspiel | Rückspiel |
| ------------------- | ------------ | -------------------- | -------- | --------- |
| FC Schirak Gjumri   | 8:2          | FC Schirak Gjumri 2  | 5:0      | 3:2       |
| FC Spitak           | 0:3          | FA Ararat Jerewan    | 0:0      | 0:3       |
| FC Pjunik Jerewan   | 3:1          | FC Zvartnots Jerewan | 2:1      | 1:0       |
| Erebuni ASS Jerewan | 16:00        | FC Dinamo Jerewan    | 5:0      | 11:00     |
| FC Dwin Artaschat   | 2:6          | FC Jerewan           | 1:3      | 1:3       |
| Zement Ararat       | 1kampflos 1  | FC Lori Wanadsor     | –        | –         |
| SKVV Jerewan        | 1 kampflos 1 | FC Kotajk Abowjan    | –        | –         |
| FC Karabach Jerewan | 1 kampflos 1 | FC Aragaz Gjumri     | –        | –         |

## Viertelfinale
Die Hinspiele fanden am 10. und 11. April 1998, die Rückspiele am 25. April 1998 statt.
|                     | Gesamt |                     | Hinspiel | Rückspiel |
| ------------------- | ------ | ------------------- | -------- | --------- |
| FA Ararat Jerewan   | 1:5    | FC Jerewan          | 0:3      | 1:2       |
| SKVV Jerewan        | 0:7    | Erebuni ASS Jerewan | 0:4      | 0:3       |
| Zement Ararat       | 2:1    | FC Schirak Gjumri   | 1:1      | 1:0       |
| FC Karabach Jerewan | 1:6    | FC Pjunik Jerewan   | 1:5      | 0:1       |

## Halbfinale
Die Spiele fanden am 9. Mai 1998 statt.
|                     | Ergebnis |                   |
| ------------------- | -------- | ----------------- |
| FC Jerewan          | 1 0:0 1  | FC Pjunik Jerewan |
| Erebuni ASS Jerewan | 0:1      | Zement Ararat     |

## Finale
| Zement Ararat                             | Zement Ararat | FC Jerewan | FC Jerewan |
| ----------------------------------------- | --- | --- | ---------- |
| Zement Ararat                             | \| 31. Mai 1998 in Jerewan (Stadion Hrasdan) \| \| Ergebnis: 3:1 (2:0) \| \| Zuschauer: 4.000 \| \| Schiedsrichter: S. Kasarjan \| | \| 31. Mai 1998 in Jerewan (Stadion Hrasdan) \| \| Ergebnis: 3:1 (2:0) \| \| Zuschauer: 4.000 \| \| Schiedsrichter: S. Kasarjan \| | FC Jerewan |
| Zement Ararat                             | Harnik Oganesjan – Tigran Gspejan, Waan Arsumanjan, Artur Woskanjan, Wahram Oganesjan – Norajr Ochojan, Gagik Manukjan, Gagik Arutjunjan, Armen Sarkisjan, (75. Abram Abramjan) – Schirak Sarikjan, (75. Aram Sarkisjan), Tigran Oganesjan (70. Aram Ajrapetjan) | Harutjun Abrahamjan – Arsen Ajwasjan, Aramajis Torojan, Rasmik Grigorjan, Lewon Stepanjan – Tigran Jesajan, Armen Schahgeldjan, Ara Nigorjan, Armen Markosjan (60. Artur Minasjan) – Armen Karapetjan (46. Albert Adschemjan), Arkadij Dochojan (75. Dede Tambura) | FC Jerewan |
| Zement Ararat                             | 1:0 Gagik Manukjan (32.) 2:0 Armen Sarkisjan (37.) 3:0 Norajr Hochojan (66.) | 3:1 Artur Minasjan (90.) | FC Jerewan |
| 31. Mai 1998 in Jerewan (Stadion Hrasdan) | | |            |
| Ergebnis: 3:1 (2:0)                       | | |            |
| Zuschauer: 4.000                          | | |            |
| Schiedsrichter: S. Kasarjan               | | |            |